# Chuisnes
Chuisnes é uma comuna francesa na região administrativa do Centro, no departamento Eure-et-Loir. Estende-se por uma área de 23 km². Em 2010 a comuna tinha 1 139 habitantes (densidade: 49,5 hab./km²).